# Harry Charles
Pour les articles homonymes, voir Charles.
Harry Charles, né le 15 juillet 1999, est un cavalier de saut d'obstacles britannique. Aux Jeux olympiques de 2024, il remporte le titre par équipe sur son cheval Romeo 88.
Il est le fils de Peter Charles, membre de l'équipe britannique qui avait remporté la médaille d'or de saut d'obstacles par équipe aux Jeux olympiques d'été de Londres en 2012.

## Carrière
Il est retenu pour participer aux Jeux olympiques d'été de 2020 à Tokyo, en compétition de saut individuel et de saut d'obstacles par équipe en remplacement d'Holly Smith dans la compétition individuelle. En décembre 2021, Charles remporte le CSO 5* au London International Horse Show sur un hongre de 15 ans, Borsato.
Avec sa monture Romeo 88, il est sacré champion olympique de saut d'obstacles par équipes aux Jeux olympiques de Paris en 2024 avec les Britanniques Ben Maher et Scott Brash, 60 ans après le dernier titre olympique des Britanniques dans cette spécialité, avec pourtant un bras dans le plâtre à la suite d'une fracture un mois avant.